# Golden Spin of Zagreb
Golden Spin of Zagreb (chorw. Zlatna pirueta Zagreba) – międzynarodowe zawody w łyżwiarstwie figurowym w kategorii seniorów i juniorów rozgrywane w Chorwacji od 1967 r. Zawody odbywają się w Zagrzebiu. W jego trakcie rozgrywane są zawody w jeździe indywidualnej kobiet i mężczyzn oraz par sportowych i tanecznych, choć nie zawsze rozgrywane są wszystkie konkurencje. 	
W 2001 r. na zawodach można było uzyskać kwalifikację olimpijską na Zimowe Igrzyska Olimpijskie 2002 w Salt Lake City. Od sezonu 2014/15 rozgrywki w kategorii seniorów wchodzą w cykl zawodów Challenger Series organizowanych przez Międzynarodową Unię Łyżwiarską.	

## Medaliści w kategorii seniorów
CS: Challenger Series

### Soliści
| Rok                                              | Złoto                 | Srebro               | Brąz                | Źr.                   |
| ------------------------------------------------ | --------------------- | -------------------- | ------------------- | --------------------- |
| 1967                                             | NO                    | NO                   | NO                  | [ potrzebny przypis ] |
| 1968                                             | NO                    | NO                   | NO                  | [ potrzebny przypis ] |
| 1969                                             | NO                    | NO                   | NO                  | [ potrzebny przypis ] |
| 1970                                             | NO                    | NO                   | NO                  | [ potrzebny przypis ] |
| 1971                                             | NO                    | NO                   | NO                  | [ potrzebny przypis ] |
| 1972                                             | NO                    | NO                   | NO                  | [ potrzebny przypis ] |
| 1973                                             | Siergiej Wołkow       | Zdeněk Pazdírek      | Didier Gailhaguet   | [ potrzebny przypis ] |
| 1974                                             | NO                    | NO                   | NO                  | [ potrzebny przypis ] |
| 1975                                             | NO                    | NO                   | NO                  | [ potrzebny przypis ] |
| 1976                                             | NO                    | NO                   | NO                  | [ potrzebny przypis ] |
| 1977                                             | Gert-Walter Gräbner   | Gerhard Hubmann      | Torsten Ohlow       | [ potrzebny przypis ] |
| 1978                                             | Jean-Christoph Simond | NO                   | NO                  | [ potrzebny przypis ] |
| 1979                                             | NO                    | NO                   | NO                  | [ potrzebny przypis ] |
| 1980                                             | NO                    | NO                   | NO                  | [ potrzebny przypis ] |
| 1981                                             | James Santee          | Ralf Lewandowski     | Herve Pornet        | [ potrzebny przypis ] |
| 1982                                             | Masaru Ogawa          | Joachim Ehmann       | Miljan Begović      | [ potrzebny przypis ] |
| 1983                                             | Scott Hamilton        | Norbert Schramm      | Makato Kano         | [ potrzebny przypis ] |
| 1984                                             | Scott Williams        | Grzegorz Filipowski  | Fernand Fedronic    | [ potrzebny przypis ] |
| 1985                                             | Heiko Fischer         | John Filbig          | Nils Köpp           | [ potrzebny przypis ] |
| 1986                                             | Wiktor Petrenko       | Philippe Roncoli     | James Cygan         | [ potrzebny przypis ] |
| 1987                                             | Scott Kurttila        | Cameron Medhurst     | Martin Marceau      | [ potrzebny przypis ] |
| 1988                                             | Rico Krahnert         | András Száraz        | Norm Proft          | [ potrzebny przypis ] |
| 1989                                             | Siergiej Dudakow      | Craig Heath          | Peter Johansson     | [ potrzebny przypis ] |
| 1990                                             | Aren Nielsen          | Ralph Burghart       | Igor Paszkiewicz    | [ potrzebny przypis ] |
| Zawody nie odbyły się w 1991 roku z powodu wojny |                       |                      |                     |                       |
| 1992                                             | NO                    | NO                   | NO                  | [ potrzebny przypis ] |
| 1993                                             | NO                    | NO                   | NO                  | [ potrzebny przypis ] |
| 1994                                             | NO                    | NO                   | NO                  | [ potrzebny przypis ] |
| 1995                                             | NO                    | NO                   | Jan Čejvan          | [ potrzebny przypis ] |
| 1996                                             | Roman Serov           | Szabolcs Vidrai      | Anthony Liu         | [ potrzebny przypis ] |
| 1997                                             | Roman Serov           | Trifun Zivanovic     | Szabolcs Vidrai     | [ 2 ]                 |
| 1998                                             | Yevgeny Martynov      | Siergiej Ryłow       | Stefan Lindemann    | [ 3 ]                 |
| 1999                                             | Roman Serov           | Siergiej Ryłow       | Gabriel Monnier     | [ 4 ]                 |
| 2000                                             | Ryan Bradley          | Siergiej Ryłow       | Markus Leminen      | [ 5 ]                 |
| 2001                                             | Siergiej Dawydow      | Kevin Van Der Perren | Wachtang Murwanidze | [ 6 ]                 |
| 2002                                             | Gheorghe Chiper       | Aleksiej Wasilewskij | Benjamin Miller     | [ 7 ]                 |
| 2003                                             | Ma Xiaodong           | Zoltán Tóth          | Roman Serov         | [ 8 ]                 |
| 2004                                             | Hugh Yik              | Martin Liebers       | Anton Kowałewski    | [ 9 ]                 |
| 2005                                             | Gregor Urbas          | Marc Andre Craig     | Ilja Klimkin        | [ 10 ]                |
| 2006                                             | Gregor Urbas          | Dienis Leuszyn       | Martin Liebers      | [ 11 ]                |
| 2007                                             | Gregor Urbas          | Adrian Schultheiss   | Władimir Uspienskij | [ 12 ]                |
| 2008                                             | Yasuharu Nanri        | Samuel Contesti      | Alexander Majorov   | [ 13 ]                |
| 2009                                             | Dienis Ten            | Artiom Borodulin     | Adrian Schultheiss  | [ 14 ]                |
| 2010                                             | Dienis Leuszyn        | Michal Březina       | Anton Kowałewski    | [ 15 ]                |
| 2011                                             | Tatsuki Machida       | Dienis Ten           | Iwan Barijew        | [ 16 ]                |
| 2012                                             | Władisław Siezganow   | Mark Szaczmatow      | Justus Strid        | [ 17 ]                |
| 2013                                             | Siergiej Woronow      | Artur Gaczinski      | Ivan Righini        | [ 18 ]                |
| 2014 CS                                          | Dienis Ten            | Michal Březina       | Konstantin Mieńszow | [ 19 ]                |
| 2015 CS                                          | Dienis Ten            | Adam Rippon          | Adjan Pitkiejew     | [ 20 ]                |
| 2016 CS                                          | Alexei Bychenko       | Danijjel Samochin    | Keegan Messing      | [ 21 ]                |
| 2017 CS                                          | Moris Kwitiełaszwili  | Alexei Bychenko      | Artur Dmitrijew Jr. | [ 22 ]                |
| 2018 CS                                          | Jason Brown           | Michaił Kolada       | Aleksandr Samarin   | [ 23 ]                |
| 2019 CS                                          | Jason Brown           | Moris Kwitiełaszwili | Makar Ignatow       | [ 24 ]                |
| Zawody odwołano z powodu pandemii COVID-19       |                       |                      |                     |                       |
| 2021 CS                                          | Keegan Messing        | Andriej Mozalow      | Jimmy Ma            | [ 25 ]                |
| 2022 CS                                          | Camden Pulkinen       | Matteo Rizzo         | Michaił Selevko     | [ 26 ]                |
| 2023 CS                                          | Jin Boyang            | Michaił Szajdorow    | Aleksandr Selevko   | [ 27 ]                |

### Solistki
| Rok                                              | Złoto                     | Srebro                   | Brąz                     | Źr.                   |
| ------------------------------------------------ | ------------------------- | ------------------------ | ------------------------ | --------------------- |
| 1967                                             | NO                        | NO                       | NO                       | [ potrzebny przypis ] |
| 1968                                             | Britt Elfving             | Bärbel Fimmen            | Maja Winter              | [ potrzebny przypis ] |
| 1969                                             | NO                        | NO                       | NO                       | [ potrzebny przypis ] |
| 1970                                             | NO                        | NO                       | NO                       | [ potrzebny przypis ] |
| 1971                                             | NO                        | NO                       | NO                       | [ potrzebny przypis ] |
| 1972                                             | NO                        | NO                       | NO                       | [ potrzebny przypis ] |
| 1973                                             | Anett Pötzsch             | Zdenka Fiuraskova        | Susanne Altura           | [ potrzebny przypis ] |
| 1974                                             | NO                        | NO                       | NO                       | [ potrzebny przypis ] |
| 1975                                             | NO                        | NO                       | NO                       | [ potrzebny przypis ] |
| 1976                                             | NO                        | NO                       | Sanda Dubravčić          | [ potrzebny przypis ] |
| 1977                                             | Sanda Dubravčić           | Belinda Coulthard        | NO                       | [ potrzebny przypis ] |
| 1978                                             | Claudia Kristofics-Binder | NO                       | Katarina Witt            | [ potrzebny przypis ] |
| 1979                                             | NO                        | NO                       | NO                       | [ potrzebny przypis ] |
| 1980                                             | Sanda Dubravčić           | NO                       | NO                       | [ potrzebny przypis ] |
| 1981                                             | Sanda Dubravčić           | Priscilla Hill           | Janina Wirth             | [ potrzebny przypis ] |
| 1982                                             | Sanda Dubravčić           | Natalja Owczynnikowa     | Katrien Pauwels          | [ potrzebny przypis ] |
| 1983                                             | Sanda Dubravčić           | Rosalynn Sumners         | Karin Telser             | [ potrzebny przypis ] |
| 1984                                             | Agnès Gosselin            | Kelly Webster            | Claudia Villiger         | [ potrzebny przypis ] |
| 1985                                             | Constanze Gensel          | Manuela Tschupp          | Heike Gobbers            | [ potrzebny przypis ] |
| 1986                                             | Caryn Kadavy              | Anna Kondraszowa         | Željka Čižmešija         | [ potrzebny przypis ] |
| 1987                                             | Jeri Campbell             | Charlene Wong            | Katrien Pauwels          | [ potrzebny przypis ] |
| 1988                                             | Lisa Sargeant             | Kelly Szmurlo            | Anja Geissler            | [ potrzebny przypis ] |
| 1989                                             | Kelly Szmurlo             | Dianne Takeuchi          | Lily Lyoonjung Lee       | [ potrzebny przypis ] |
| 1990                                             | Julija Worobjowa          | Anja Geissler            | Tisha Walker             | [ potrzebny przypis ] |
| Zawody nie odbyły się w 1991 roku z powodu wojny |                           |                          |                          |                       |
| 1992                                             | NO                        | Ivana Jakupčević         | Melita Juratek           | [ potrzebny przypis ] |
| 1993                                             | Julija Worobjowa          | NO                       | NO                       | [ potrzebny przypis ] |
| 1994                                             | NO                        | NO                       | NO                       | [ potrzebny przypis ] |
| 1995                                             | NO                        | Mojca Kopač              | NO                       | [ potrzebny przypis ] |
| 1996                                             | Mojca Kopač               | Joanne Carter            | Sabina Wojtala           | [ potrzebny przypis ] |
| 1997                                             | Tatiana Malinina          | Brittney McConn          | Júlia Sebestyén          | [ 2 ]                 |
| 1998                                             | Julija Sołdatowa          | Júlia Sebestyén          | Vanessa Gusmeroli        | [ 3 ]                 |
| 1999                                             | Wiktorija Wołczkowa       | Zuzana Paurova           | Tamara Dorofejev         | [ 4 ]                 |
| 2000                                             | Julija Sołdatowa          | Kristina Obłasowa        | Tamara Dorofejev         | [ 5 ]                 |
| 2001                                             | Michelle Currie           | Amber Corwin             | Julia Lautowa            | [ 6 ]                 |
| 2002                                             | Alisa Drei                | Ye Bin Mok               | Júlia Sebestyén          | [ 7 ]                 |
| 2003                                             | Zuzana Babiaková          | Diána Póth               | Idora Hegel              | [ 8 ]                 |
| 2004                                             | Idora Hegel               | Hałyna Jefremenko        | Diána Póth               | [ 9 ]                 |
| 2005                                             | Alisa Drei                | Meagan Duhamel           | Silvia Fontana           | [ 10 ]                |
| 2006                                             | Nella Simaová             | Tamar Kac                | Alisa Drei               | [ 11 ]                |
| 2007                                             | Akiko Suzuki              | Kiira Korpi              | Katarina Gierboldt       | [ 12 ]                |
| 2008                                             | Júlia Sebestyén           | Joshi Helgesson          | Jenna McCorkell          | [ 13 ]                |
| 2009                                             | Shion Kokubun             | Jekatierina Kozyriewa    | Katarina Gierboldt       | [ 14 ]                |
| 2010                                             | Sonia Lafuente            | Kako Tomotaki            | Patricia Gleščič         | [ 15 ]                |
| 2011                                             | Adelina Sotnikowa         | Haruna Suzuki            | Marija Artiemjewa        | [ 16 ]                |
| 2012                                             | Carolina Kostner          | Kristina Zasiejewa       | Isadora Williams         | [ 17 ]                |
| 2013                                             | Kim Yu-na                 | Miki Andō                | Jelizawieta Tuktamyszewa | [ 18 ]                |
| 2014 CS                                          | Kiira Korpi               | Marija Artiemjewa        | Nicole Rajičová          | [ 19 ]                |
| 2015 CS                                          | Jelizawieta Tuktamyszewa  | Elizabet Tursynbajewa    | Karen Chen               | [ 20 ]                |
| 2016 CS                                          | Carolina Kostner          | Jelizawieta Tuktamyszewa | Alona Leonowa            | [ 21 ]                |
| 2017 CS                                          | Stanisława Konstantinowa  | Alisa Fiediczkina        | Jelizawieta Tuktamyszewa | [ 22 ]                |
| 2018 CS                                          | Bradie Tennell            | Anastasija Gubanowa      | Mariah Bell              | [ 28 ]                |
| 2019 CS                                          | Jelizawieta Tuktamyszewa  | Wiktorija Safonowa       | Nicole Schott            | [ 29 ]                |
| Zawody odwołano z powodu pandemii COVID-19       |                           |                          |                          |                       |
| 2021 CS                                          | Anastasija Gubanowa       | Amber Glenn              | Niina Petrõkina          | [ 30 ]                |
| 2022 CS                                          | Lindsay Thorngren         | Bradie Tennell           | Madeline Schizas         | [ 31 ]                |
| 2023 CS                                          | Sarina Joos               | Amber Glenn              | Starr Andrews            | [ 32 ]                |

### Pary sportowe
| Rok                                                  | Złoto                                       | Srebro                                    | Brąz                                        | Źr.                   |
| ---------------------------------------------------- | ------------------------------------------- | ----------------------------------------- | ------------------------------------------- | --------------------- |
| 1967                                                 | NO                                          | NO                                        | NO                                          | [ potrzebny przypis ] |
| 1968                                                 | Evelyn Schneider / Wilhelm Bietak           | Anneliese Seger / Karl-Heinz Zitterbart   | Beatrix von Brück / Reinhard Mirmsecker     | [ potrzebny przypis ] |
| 1969                                                 | NO                                          | NO                                        | NO                                          | [ potrzebny przypis ] |
| 1970                                                 | NO                                          | NO                                        | NO                                          | [ potrzebny przypis ] |
| 1971                                                 | NO                                          | NO                                        | NO                                          | [ potrzebny przypis ] |
| 1972                                                 | NO                                          | NO                                        | NO                                          | [ potrzebny przypis ] |
| 1973                                                 | Nadieżda Gorszkowa / Jewgienij Szewałowskij | Florence Cahn / Jean-Roland Racle         | Ursula Nemec / Michael Nemec                | [ potrzebny przypis ] |
| 1974                                                 | NO                                          | NO                                        | NO                                          | [ potrzebny przypis ] |
| 1975                                                 | NO                                          | NO                                        | NO                                          | [ potrzebny przypis ] |
| 1976                                                 | NO                                          | NO                                        | NO                                          | [ potrzebny przypis ] |
| 1977                                                 | Sabine Baeß / Tassilo Thierbach             | Ingrid Spieglová / Alan Spiegl            | Jelena Wasijukowa / Aleksiej Pogodin        | [ potrzebny przypis ] |
| 1978                                                 | Sabine Baeß / Tassilo Thierbach             | NO                                        | NO                                          | [ potrzebny przypis ] |
| 1979                                                 | NO                                          | NO                                        | NO                                          | [ potrzebny przypis ] |
| 1980                                                 | NO                                          | NO                                        | NO                                          | [ potrzebny przypis ] |
| 1981                                                 | Cornelia Hauffe / Kersten Bellmann          | Anna Malgina / Siergiej Korowin           | Kathia Dubec / Xavier Dovillard             | [ potrzebny przypis ] |
| 1982                                                 | NO                                          | NO                                        | NO                                          | [ potrzebny przypis ] |
| 1983                                                 | NO                                          | NO                                        | NO                                          | [ potrzebny przypis ] |
| 1984                                                 | NO                                          | NO                                        | NO                                          | [ potrzebny przypis ] |
| 1985                                                 | NO                                          | NO                                        | NO                                          | [ potrzebny przypis ] |
| 1986                                                 | NO                                          | NO                                        | NO                                          | [ potrzebny przypis ] |
| 1987                                                 | NO                                          | NO                                        | NO                                          | [ potrzebny przypis ] |
| 1988                                                 | NO                                          | NO                                        | NO                                          | [ potrzebny przypis ] |
| 1989                                                 | NO                                          | NO                                        | NO                                          | [ potrzebny przypis ] |
| 1990                                                 | NO                                          | NO                                        | NO                                          | [ potrzebny przypis ] |
| Zawody nie odbyły się w 1991 roku z powodu wojny     |                                             |                                           |                                             |                       |
| 1992                                                 | NO                                          | NO                                        | NO                                          | [ potrzebny przypis ] |
| 1993                                                 | NO                                          | NO                                        | NO                                          | [ potrzebny przypis ] |
| 1994                                                 | NO                                          | NO                                        | NO                                          | [ potrzebny przypis ] |
| 1995                                                 | NO                                          | NO                                        | NO                                          | [ potrzebny przypis ] |
| 1996                                                 | Dorota Zagórska / Mariusz Siudek            | Inga Rodionowa / Aleksandr Aniczenko      | NO                                          | [ potrzebny przypis ] |
| 1997                                                 | Katie Barnhart / Charles Bernard            | Naomi Grabow / Benjamin Oberman           | Natalija Ponomarewa / Jewgienij Swiridow    | [ 2 ]                 |
| 1998                                                 | Nadia Nicallef / Bruno Marcotte             | Oľga Beständigová / Jozef Beständig       | Marie-France Lachappelle / Sacha Blachet    | [ 3 ]                 |
| 1999                                                 | Catherine Huc / Vivien Rolland              | Oľga Beständigová / Jozef Beständig       | Viktorija Maksiuta / Witalij Dubina         | [ 4 ]                 |
| 2000                                                 | Stephanie Kalesavich / Aaron Parchem        | Molly Quigley / Bert Cording              | Marie-Pierre Leray / Nicolas Osseland       | [ 5 ]                 |
| 2001                                                 | Sarah Abitbol / Stéphane Bernadis           | Mariana Kautz / Norman Jeschke            | Chantal Poirier / Ian Moram                 | [ 6 ]                 |
| 2002                                                 | Larisa Spielberg / Craig Joeright           | Maria Guerassimenko / Vladimir Futas      | Marina Aganina / Artyom Knyazev             | [ 7 ]                 |
| 2003                                                 | Amanda Evora / Mark Ladwig                  | Hjordis Lee / Lenny Faustino              | Tiffany Vise / Derek Trent                  | [ 8 ]                 |
| Konkurencja nie została rozegrana w 2004 roku        |                                             |                                           |                                             |                       |
| 2005                                                 | Meagan Duhamel / Ryan Arnold                | Arina Uszakowa / Siergiej Kariew          | Katie Beriau / Joseph Gazzola               | [ 10 ]                |
| Konkurencja nie została rozegrana w latach 2006–2007 |                                             |                                           |                                             |                       |
| 2008                                                 | Stacey Kemp / David King                    | Nicole Della Monica / Yannick Kocon       | Kateryna Kostenko / Roman Tałan             | [ 13 ]                |
| 2009                                                 | Lubow Iluszeczkina / Nodari Maisuradze      | Anastasija Martiuszewa / Aleksiej Rogonow | Nina Ivanova / Filip Zalevski               | [ 14 ]                |
| 2010                                                 | Anastasija Martiuszewa / Aleksiej Rogonow   | Tatjana Daniłowa / Andriej Nowosiołow     | Molly Arron / Daniyel Cohen                 | [ 15 ]                |
| 2011                                                 | Anastasija Martiuszewa / Aleksiej Rogonow   | Katharina Gierok / Florian Just           | Danielle Montalbano / Jewgieni Krasnopolski | [ 16 ]                |
| 2012                                                 | Angelina Ekaterina / Philipp Tarasov        | Stina Martini / Severin Kiefer            | Jelizawieta Makarowa / Leri Kenchadze       | [ 17 ]                |
| 2013                                                 | Andrea Davidovich / Jewgieni Krasnopolski   | Natalja Zabijako / Aleksandr Zabojew      | Julija Ławrentjewa / Jurij Rudyk            | [ 18 ]                |
| 2014 CS                                              | Kristina Astachowa / Aleksiej Rogonow       | Valentina Marchei / Ondřej Hotárek        | Tarah Kayne / Daniel O’Shea                 | [ 19 ]                |
| 2015 CS                                              | Jewgienija Tarasowa / Władimir Morozow      | Kristina Astachowa / Aleksiej Rogonow     | Tarah Kayne / Daniel O’Shea                 | [ 20 ]                |
| 2016 CS                                              | Nicole Della Monica / Matteo Guarise        | Kristina Astachowa / Aleksiej Rogonow     | Ashley Cain / Timothy LeDuc                 | [ 21 ]                |
| 2017 CS                                              | Natalja Zabijako / Aleksandr Enbiert        | Kristina Astachowa / Aleksiej Rogonow     | Tarah Kayne / Daniel O’Shea                 | [ 22 ]                |
| 2018 CS                                              | Alisa Jefimowa / Aleksandr Korowin          | Alexa Scimeca Knierim / Chris Knierim     | Deanna Stellato-Dudek / Nathan Bartholomay  | [ 33 ]                |
| 2019 CS                                              | Ashley Cain-Gribble / Timothy LeDuc         | Tarah Kayne / Danny O’Shea                | Minerva Fabienne Hase / Nolan Seegert       | [ 34 ]                |
| Zawody odwołano z powodu pandemii COVID-19           |                                             |                                           |                                             |                       |
| 2021 CS                                              | Audrey Lu / Misha Mitrofanov                | Anastasija Mietielkina / Daniił Parkman   | Julija Artiemjewa / Michaił Nazaryczew      | [ 35 ]                |
| 2022 CS                                              | Anastasiia Smirnova / Danylo Siianytsia     | Ellie Kam / Danny O’Shea                  | Lia Pereira / Trennt Michaud                | [ 36 ]                |
| 2023 CS                                              | Milania Väänänen / Filippo Clerici          | Valentina Plazas / Maximiliano Fernandez  | Sofija Holiczenko / Artem Darenśkij         | [ 37 ]                |

### Pary taneczne
| Rok                                                  | Złoto                                      | Srebro                                   | Brąz                                       | Źr.                   |
| ---------------------------------------------------- | ------------------------------------------ | ---------------------------------------- | ------------------------------------------ | --------------------- |
| Konkurencja nie została rozegrana w latach 1967–1980 |                                            |                                          |                                            |                       |
| 1981                                                 | NO                                         | Marina Klimowa / Siergiej Ponomarenko    | NO                                         | [ potrzebny przypis ] |
| 1982                                                 | Natalja Annienko / Gienrich Srietienski    | Susan Wynne / Joseph Druar               | Judit Péterfy / Csaba Bálint               | [ potrzebny przypis ] |
| 1983                                                 | Petra Born / Rainer Schönborn              | Tatjana Gładkowa / Igor Szpilband        | NO                                         | [ potrzebny przypis ] |
| 1984                                                 | Petra Born / Rainer Schönborn              | Isabella Micheli / Roberto Pelizzola     | Kandi Amelon / Alec Binnie                 | [ potrzebny przypis ] |
| 1985                                                 | Antonia Becherer / Ferdinand Becherer      | Pronkina / Igor Szpilband                | April Sargent / John D’Amelio              | [ potrzebny przypis ] |
| 1986                                                 | Susan Wynne / Joseph Druar                 | Andrea Juklová / Martin Šimeček          | Kim Weeks / Curtis Moore                   | [ potrzebny przypis ] |
| 1987                                                 | Stefania Calegari / Pasquale Camerlengo    | Jodi Balogh / Jerod Swallow              | Nathalie Lessard / Darcy Pleckham          | [ potrzebny przypis ] |
| 1988                                                 | Melanie Cole / Michael Farrington          | Dorothy Rodek / Robert Nardozza          | Christelle Gautier / Alberick Dalongeville | [ potrzebny przypis ] |
| 1989                                                 | Jelizaweta Stekolnikowa / Oleg Owsiannikow | Pascale Vrot / David Quinsac             | Lisa Grove / Scott Myers                   | [ potrzebny przypis ] |
| 1990                                                 | Elisa Curtis / Robert Nardozza             | Karewskaja / Kurockin                    | Syoko Higashino / Tatsuro Matsumura        | [ potrzebny przypis ] |
| Zawody nie odbyły się w 1991 roku z powodu wojny     |                                            |                                          |                                            |                       |
| 1992                                                 | NO                                         | NO                                       | NO                                         | [ potrzebny przypis ] |
| 1993                                                 | Olga Pierszankowa / Nikołaj Morozow        | NO                                       | Enikő Berkes / Szilard Toth                | [ potrzebny przypis ] |
| 1994                                                 | NO                                         | NO                                       | NO                                         | [ potrzebny przypis ] |
| 1995                                                 | NO                                         | NO                                       | NO                                         | [ potrzebny przypis ] |
| 1996                                                 | Iwona Filipowicz / Michał Szumski          | Marie-France Dubreuil / Patrice Lauzon   | Anastasija Griebionkina / Vazgen Azrojan   | [ potrzebny przypis ] |
| 1997                                                 | Ksienija Smietanienko / Samwieł Giezalan   | Anastasija Griebionkina / Vazgen Azrojan | Zuzana Merzová / Tomáš Morbacher           | [ 2 ]                 |
| 1998                                                 | Oksana Potdykowa / Dienis Pietuchow        | Nina Ułanowa / Michaił Stifunin          | Nadine Lesaout / Emmanuel Huet             | [ 3 ]                 |
| 1999                                                 | Galit Chait / Siergiej Sachnowskij         | Ałbena Denkowa / Maksim Stawiski         | Natalija Hudyna / Aleksiej Bielecki        | [ 4 ]                 |
| 2000                                                 | Zita Gebora / András Visontai              | Kristin Fraser / Igor Lukanin            | Kateřina Kovalová / David Szurman          | [ 5 ]                 |
| 2001                                                 | Sylwia Nowak / Sebastian Kolasiński        | Eliane Hugentobler / Daniel Hugentobler  | Marika Humphreys / Witalij Baranow         | [ 6 ]                 |
| 2002                                                 | Julija Gołowina / Ołeh Wojko               | Kendra Goodwin / Chris Obzansky          | Eve Bentley / Cedric Pernet                | [ 7 ]                 |
| 2003                                                 | Nóra Hoffmann / Attila Elek                | Pamela O’Connor / Jonathon O’Dougherty   | Jana Chochłowa / Siergiej Nowicki          | [ 8 ]                 |
| 2004                                                 | Diana Janošťáková / Jiří Procházka         | Aleksandra Kauc / Michał Zych            | Ivana Dlhopolčeková / Hynek Bílek          | [ 9 ]                 |
| 2005                                                 | Ałła Beknazarowa / Wołodymyr Zujew         | Caitlin Mallory / Brent Holdburg         | Kamila Hájková / David Vincour             | [ 10 ]                |
| 2006                                                 | Kristin Fraser / Igor Łukanin              | Ałła Beknazarowa / Wołodymyr Zujew       | Katherine Copely / Deividas Stagniūnas     | [ 11 ]                |
| 2007                                                 | Ałła Beknazarowa / Wołodymyr Zujew         | Natalja Michajłowa / Andriej Maksimiszyn | Katherine Copely / Deividas Stagniūnas     | [ 12 ]                |
| 2008                                                 | Ałła Beknazarowa / Wołodymyr Zujew         | Kristina Gorszkowa / Witalij Butikow     | Nadieżda Frołenkowa / Mychajło Kasało      | [ 13 ]                |
| 2009                                                 | Aleksandra Zarieckaja / Roman Zarieckaja   | Jekatierina Riazanowa / Ilja Tkaczenko   | Penny Coomes / Nicholas Buckland           | [ 14 ]                |
| 2010                                                 | Lucie Myslivečková / Matěj Novák           | Kristina Gorszkowa / Witalij Butikow     | Charlène Guignard / Marco Fabbri           | [ 15 ]                |
| 2011                                                 | Nelli Zhiganshina / Alexander Gazsi        | Penny Coomes / Nicholas Buckland         | Charlène Guignard / Marco Fabbri           | [ 16 ]                |
| 2012                                                 | Jekatierina Riazanowa / Ilja Tkaczenko     | Julija Zlobina / Aleksiej Sitnikow       | Siobhan Heekin-Canedy / Dmytro Duń         | [ 17 ]                |
| 2013                                                 | Julija Zlobina / Aleksiej Sitnikow         | Pernelle Carron / Lloyd Jones            | Alisa Agafonova / Alper Ucar               | [ 18 ]                |
| 2014 CS                                              | Madison Hubbell / Zachary Donohue          | Charlène Guignard / Marco Fabbri         | Sara Hurtado / Adrià Díaz                  | [ 19 ]                |
| 2015 CS                                              | Charlène Guignard / Marco Fabbri           | Kaitlin Hawayek / Jean-Luc Baker         | Tina Garabedian / Simon Proulx-Sénécal     | [ 20 ]                |
| 2016 CS                                              | Charlène Guignard / Marco Fabbri           | Kaitlin Hawayek / Jean-Luc Baker         | Alisa Agafonova / Alper Ucar               | [ 21 ]                |
| 2017 CS                                              | Jekatierina Bobrowa / Dmitrij Sołowjow     | Charlène Guignard / Marco Fabbri         | Kaitlin Hawayek / Jean-Luc Baker           | [ 22 ]                |
| 2018 CS                                              | Piper Gilles / Paul Poirier                | Natalia Kaliszek / Maksym Spodyriew      | Bietina Popowa / Siergiej Mozgow           | [ 38 ]                |
| 2019 CS                                              | Charlène Guignard / Marco Fabbri           | Annabelle Morozow / Andriej Bagin        | Caroline Green / Michael Parsons           | [ 39 ]                |
| Zawody odwołano z powodu pandemii COVID-19           |                                            |                                          |                                            |                       |
| 2021 CS                                              | Kaitlin Hawayek / Jean-Luc Baker           | Allison Reed / Saulius Ambrulevičius     | Jelizawieta Szanajewa / Diewid Nariżnyj    | [ 40 ]                |
| 2022 CS                                              | Christina Carreira / Anthony Ponomarenko   | Allison Reed / Saulius Ambrulevičius     | Emilea Zingas / Wadym Kołesnyk             | [ 41 ]                |
| 2023 CS                                              | Allison Reed / Saulius Ambrulevičius       | Emilea Zingas / Wadym Kołesnyk           | Isabella Flores / Iwan Diesiatow           | [ 42 ]                |